# Parnone
Il Monte Parnone (in greco Πάρνωνας?) è un monte della Grecia, costituito in prevalenza di calcare, alto 1937 m s.l.m., situato a oriente della Laconia, che separa dall'Arcadia.
La montagna è visibile da Atene.